# Гираш, Адам
Адам Гираш — американский актёр и кинорежиссёр, специализирующийся преимущественно на фильмах ужасов.

## Творческая активность

### Актёр
- Психушка (1997)
- Вне веры: Правда или ложь (1997—2002)
- Другие (сериал) (2000)
- Крокодил (2000)
- Хозяева подземелий (2003)
- Кошмар дома на холме (2004)
- Возвращение в Сонную Лощину (2004)
- Морг (2005)
- Роман (2006)
- Святилище Красных Песков (2009)

### Сценарист
- Пауки (2000)
- Крокодил (2000)
- Крокодил 2: Список жертв (2002)
- Под откос (2002)
- Аэрофобия (2002)
- Хозяева подземелий (2003)
- Кошмар дома на холме (2004)
- Морг (2005)
- Мать слёз (2007)
- Вскрытие (2009)
- Ночь демонов (2009)
- Плодородная почва (2010)

### Режиссёр
- Вскрытие (2009)
- Ночь демонов (2009)
- Плодородная почва (2010)

### Продюсер
- Кошмар дома на холме (2004)